# Офалонг (Мисури)
Офалонг (енгл. OFallon) град је у америчкој савезној држави Мисури.

## Демографија
По попису из 2010. године број становника је 79.329, што је 33.16 (71,8%) становника више него 2000. године.
| Група             | 2000.          | 2010.          |
| Белци             | 43.576 (94,4%) | 69.979 (88,2%) |
| Афроамериканци    | 1.033 (2,2%)   | 3.164 (4,0%)   |
| Азијати           | 342 (0,7%)     | 2.499 (3,2%)   |
| Хиспаноамериканци | 671 (1,5%)     | 2.159 (2,7%)   |
| Укупно            | 46.169         | 79.329         |